# Oxychilus alliarius
Oxychilus alliarius (J.S.Muell, 1774) è un mollusco gasteropode polmonato terrestre della famiglia Oxychilidae.

## Descrizione

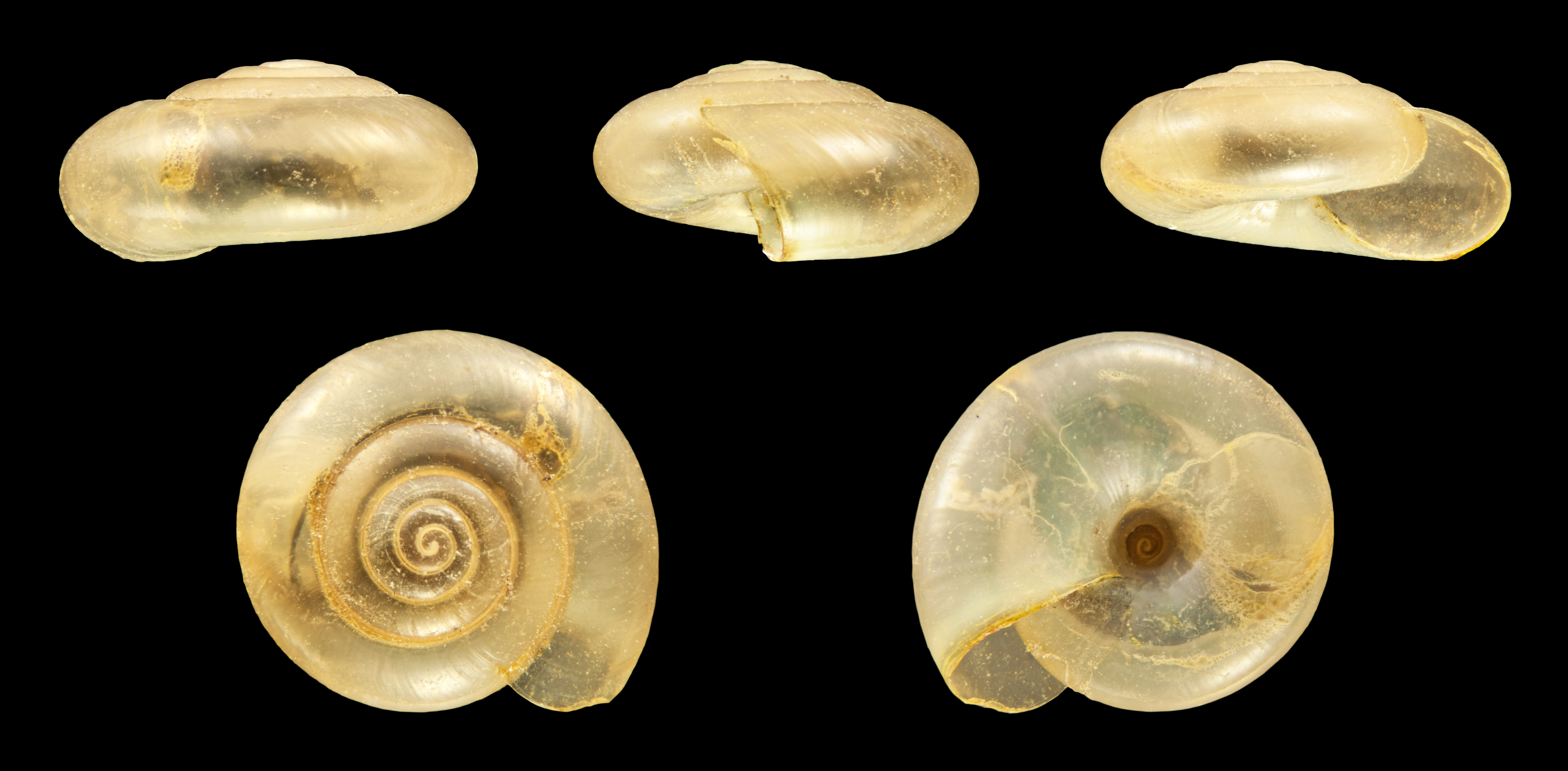

O. alliarius è di piccole dimensioni, dai 6 agli 8 mm, con corpo di colore scuro di tonalità blu-grigia e conchiglia traslucida di colore giallo-marrone lucido, a spirale piana con bassissimo numero di spire strettamente arrotolate e columella di dimensioni medie. Il nome fa riferimento all'Allium, genere di piante dal caratteristico forte aroma di aglio o cipolla, odore che, se disturbata, emana la secrezione prodotta dalla chiocciola a scopo difensivo, caratteristica che viene riportata anche nei nomi comuni in lingua inglese, garlic snail (chiocciola aglio) o anche garlic glass-snail.

## Distribuzione ed habitat
Oxychilus alliarius è presente in un vasto areale; nell'Europa nordoccidentale, Islanda, Scandinavia meridionale, nell'arcipelago britannico e nella Germania settentrionale, ritrovato inoltre in Svizzera, Austria occidentale (Vorarlberg), Italia settentrionale (Toscana), Spagna (Catalogna) e Azzorre, tuttavia sono state introdotte in molte altre regioni in tutto il mondo.